# Атанас Свиленов
Атанас Свиленов Митрев е български кинокритик, литературен историк и изкуствовед. Автор е на 20 книги и стотици публикации по проблемите на киното, джаза и естетиката.

## Биография
Роден е на 18 ноември 1937 г. в София, където завършва и гимназия през 1957 г., а след това Славянска филология в Софийския държавен университет (1963). Редактор в Българска национална филмотека (1966), в сп. „Пламък“ (1967), в културния отдел на в. „Земеделско знаме“ (1970 – 1975). Редактор в отдел Критика на в. „Литературен фронт“ (1976 – 1990). Главен редактор на вестниците „Литературен форум“ (1992) и „Демокрация“ и директор на Българската национална филмотека. Оглавява и филмотечния архив в БНТ.
Член е на Сдружението на български писатели.
Умира след дълго боледуване от рак на 3 декември 2015 г. в София.